# Wipeout 2048
Wipeout 2048 – futurystyczna gra wyścigowa przeznaczona na konsolę przenośną PlayStation Vita, wyprodukowana przez angielskie Studio Liverpool i wydana przez Sony Computer Entertainment. Gra ukazała się 19 stycznia 2012 roku w Japonii oraz 22 lutego w Europie i Ameryce Północnej. Gra wywodzi się z serii Wipeout, której poprzednie części były wydawane kolejno na PlayStation, PlayStation 2 oraz PlayStation 3.

## Rozgrywka
Rozgrywka w Wipeout 2048 opiera się na serii wyścigów, których przebieg i kolejność układa się w kampanię. W miarę postępu w grze, gracz otrzymuje dostęp do lepszych pojazdów, możliwości ulepszenia aktualnie posiadanego bolidu oraz nowych tras.

## Muzyka
Finalna ścieżka dźwiękowa gry składa się z 14 kompozycji, przygotowanych przez artystów muzyki techno, electro oraz drum and bass. Większość z utworów stanowią remiksy pochodzące z poprzednich części gry.
- Anile – „Change of Direction” (Wipeout mix)
- Camo & Krooked – „Breezeblock” (Wipeout mix)
- The Chemical Brothers – „Electronic Battle Weapon 3”
- deadmau5 – „Some Chords” (Wipeout edit)
- Dirtyloud – „School of Funk”
- DJ Fresh ft. Sian Evans – „Louder” (Drumsound & Bassline Smith Mix)
- The Future Sound of London – „We Have Explosive” (2011 rebuild) Wipeout edit
- Kraftwerk – „Tour de France 2003” (Wipeout edit)
- Noisia – „Regurgitate” (Wipeout 2048 Edit)
- Orbital – „P.E.T.R.O.L” (Final Drop Mix)
- Orbital – „Beelzedub”
- The Prodigy – „Invaders Must Die” (Liam H re-amped mix)
- Rockwell – „BTKRSH” (Wipeout edit)
- Underworld – „Kittens” (Will Saul & Tam Cooper Remix)

Źródło: 